# Piaggio P.XII
Il Piaggio P.XII RC.35  "Tornado" era un motore aeronautico radiale 18 cilindri a doppia stella raffreddato ad aria sviluppato dall'azienda italiana Rinaldo Piaggio S.p.A. negli anni trenta ed utilizzato in numerosi velivoli a cominciare dal 1940 fino alla fine della seconda guerra mondiale.

## Storia
La scelta ministeriale, formalizzata nel 1933, di adottare, sui nuovi velivoli da caccia italiani, motori radiali e non più in linea, bloccò di fatto l'evoluzione di motori raffreddati a liquido di produzione nazionale (basti pensare che, ancora alla fine del secondo conflitto mondiale, la più potente unità in linea di progettazione italiana omologata per uso aeronautico, era L'Isotta Fraschini Asso 1000, un motore risalente al 1928). Quasi contemporaneamente, nel 1932, la politica internazionale italiana aveva abbandonato il tradizionale atteggiamento filo-britannico per sposare una linea diplomatica più favorevole a Francia ed Unione Sovietica.
Questa scelta ebbe l'effetto immediato di bloccare il flusso di informazioni che la Bristol Engine Company aveva fornito fino a quel momento all'Alfa Romeo (nonché il già pattuito subentro della FIAT Aviazione nelle licenze di produzione), nel momento in cui gli ingegneri motoristi italiani, totalmente a digiuno di motori radiali di grande potenza, soprattutto nella configurazione a doppia stella, ne avrebbero avuto maggiore bisogno.
Mentre l'Alfa Romeo continuava comunque a sviluppare la propria linea di motori derivati dai Bristol Jupiter e Pegasus (quella che andrà dal 125 RC.35 fino al 136 RC.65), il ruolo dei britannici quali fornitori di informazioni tecniche sui motori radiali di alta potenza venne assunto, almeno in un primo momento, dai francesi della Gnome et Rhône, che cedettero, prima all'Isotta Fraschini, e poi alla Piaggio, la licenza di costruzione del 14K Mistral Major, a 14 cilindri a doppia stella, (che divennero l'Isotta Fraschini K.14 e Il Piaggio P.XI, base per la serie successiva di radiali Piaggio). In seguito, l'avvicinamento diplomatico tra Italia e USA, determinato anche dall'interesse statunitense per un ridimensionamento del ruolo della Gran Bretagna in medio oriente, portò all'apertura di un ulteriore canale tecnologico, concretizzato nelle derivazioni dei motori Fiat A.74 e A.80 (anche questi base per una serie di realizzazioni successive), pur con molte modifiche, dai modelli Pratt & Whitney.
Alla fine degli anni trenta quindi, i tre maggiori produttori italiani di motori aeronautici risultavano avere in produzione tre linee di motori radiali tecnologicamente molto differenti, in quanto derivati da realizzazioni straniere di origine molto diversa tra loro.

## Caratteristiche

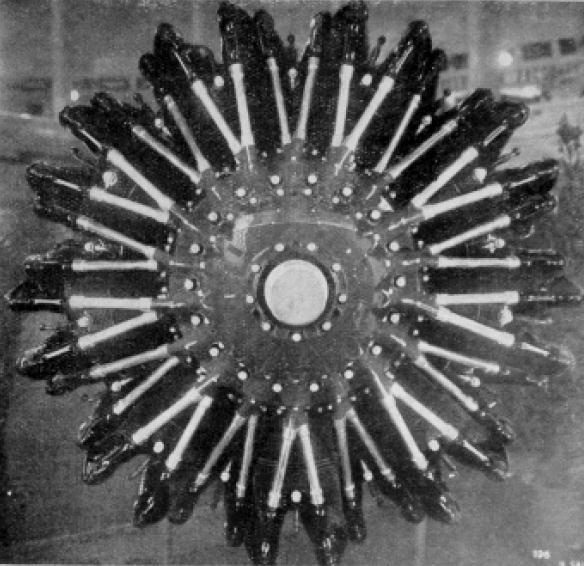
Il Piaggio P.XII RC 40

Progettato sotto la supervisione dell'Ing. Renzo Spolti (Capo Ufficio Progetti Motori d'Aviazione della Rinaldo Piaggio S.p.A.) Il Piaggio P.XII era un radiale a 18 cilindri a doppia stella, due valvole per cilindro (raffreddate al sodio), con albero motore a due gomiti composto di tre pezzi e dotato di (tre) cuscinetti di banco a rulli, riduttore epicicloidale con rapporto 0,62/1 e compressore a singola velocità, azionato ad ingranaggi, per il ristabilimento della pressione atmosferica alla quota di 3 500 m (versione RC.35). Il motore (come usuale nelle realizzazioni italiane dell'epoca) manteneva l'alesaggio, e quindi le teste, del precedente P.XI, ma con una corsa maggiore (inferiore però a quella del similare, e fallimentare, Gnome-Rhône 18L) che, unitamente ai due cilindri aggiuntivi, portava la cilindrata totale a ben 53 litri.
La cilindrata, più alta rispetto ai motori coevi di prestazioni simili, faceva sì che il motore sviluppasse la potenza massima a soli 2 100 giri (regime basso, utile a preservare la meccanica, che doveva essere costruita con materiali autarchici), contro, ad esempio, i 2 750 giri/min del Bristol Hercules, i 2 700 del BMW 801, o i 2 400 giri dell'Alfa Romeo 135 RC.32. Questo senza che il motore risultasse in sovrappeso. Era anzi più leggero dei concorrenti summenzionati, ed il suo rapporto peso/potenza era più favorevole, almeno finché questi venivano alimentati con benzina a 87 ottani (Bristol Hercules II o VI, BMW 801 A, B, C). Di converso, il motore era caratterizzato da un diametro elevato (solo il Bristol ci si avvicinava) che, almeno nella concezione dei progettisti aeronautici italiani, ne limitava l'impiego ai plurimotori.

## Impiego
Gli unici aerei prodotti in serie ad essere stati equipaggiati con il P.XII sono stati i bombardieri Piaggio P.108 e CANT Z.1018. Sia quest'ultimo che i prototipi di idrovolante transatlantico CANT Z.511, e aereo da record (poi riconvertito in aerosilurante d'addestramento) CANT Z.1015, erano originariamente intesi utilizzare il motore Alfa Romeo 135 RC.32, ma vennero riconvertiti alla motorizzazione Piaggio stante la perdurante indisponibilità dell'Alfa.
Al contrario del pari classe Alfa Romeo, facile al surriscaldamento, il P.XII era un motore “freddo”, cosa che consentiva di adottare cappottature molto chiuse, vantaggiose dal punto di vista aerodinamico. Non era però esente da problemi, e, come il “fratello piccolo” P.XI, era considerato anzi un motore delicato, dalla complessa messa a punto e di difficile manutenzione (specie se il confronto veniva fatto con il semplice ed iper-affidabile Fiat A.74). Problemi comunque non tali da pregiudicarne l'impiego operativo.
Oltre agli aerei già ricordati, il Piaggio P.XII ha equipaggiato anche l'assaltatore Savoia-Marchetti S.M.89. ed il prototipo di bombardiere veloce Caproni Ca.169 (esemplare MM20922, rimotorizzato e con altre modifiche minori, di Caproni Ca.135).

## Velivoli utilizzatori

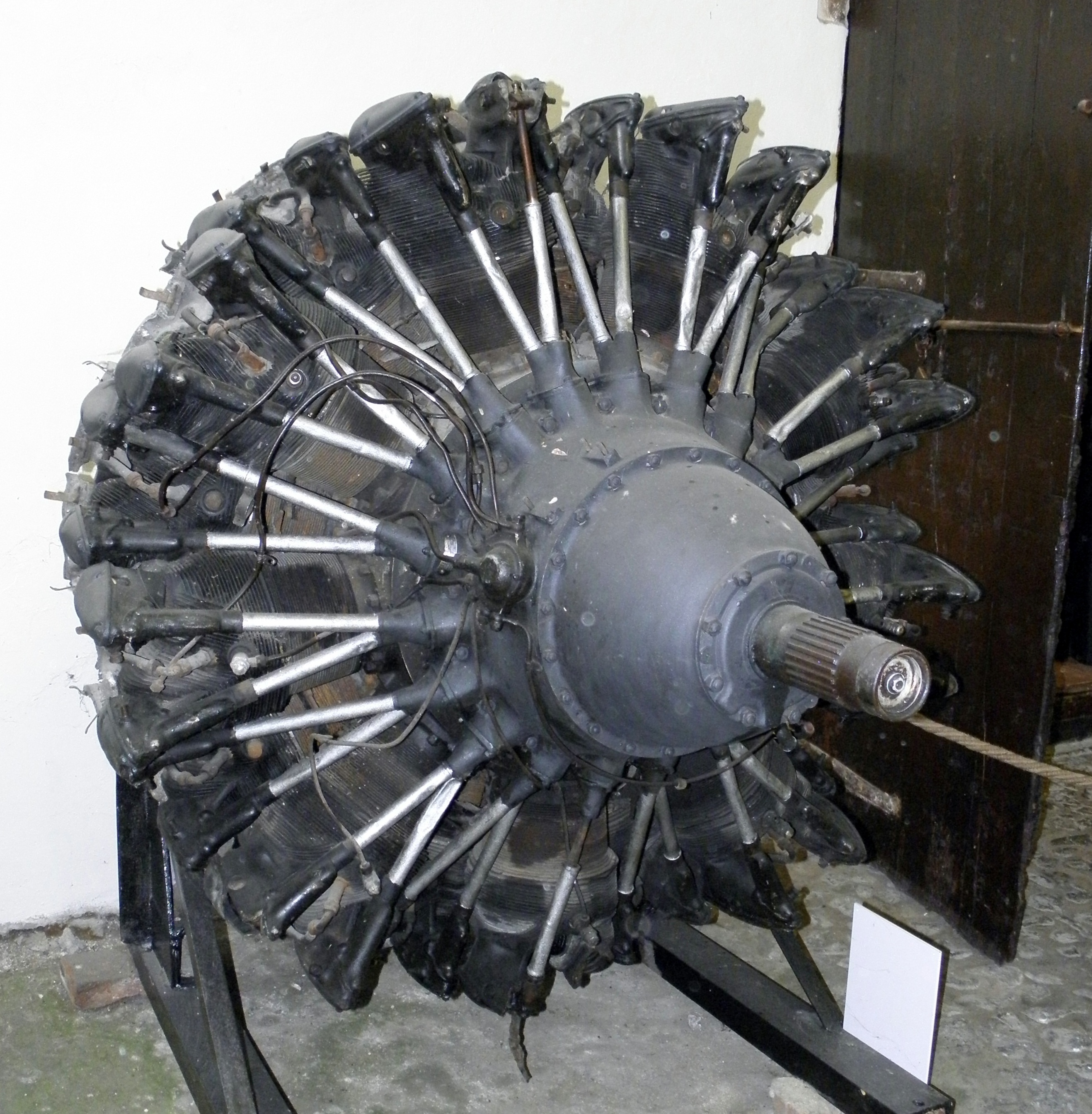
Il Piaggio P.XII esposto al Museo dell'aria e dello spazio di San Pelagio (Due Carrare), provincia di Padova.

Italia
- CANT Z.1015
- CANT Z.1018
- CANT Z.511
- Caproni Ca.169
- Piaggio P.108
- Savoia-Marchetti S.M.84ter
- Savoia-Marchetti S.M.89